# Trey Edward Shults
Trey Edward Shults (Houston, 6 ottobre 1988) è un regista, sceneggiatore, montatore e produttore cinematografico statunitense.

## Biografia
Ha studiato gestione aziendale presso l'Università del Texas a Austin, che però ha abbandonato per intraprendere la carriera di regista cinematografico. Ha debuttato nel 2010 con il cortometraggio Mother and Son, che ha anche scritto, montato e prodotto. Dal 2011 Shults ha lavorato dietro le quinte per alcuni film di Terrence Malick, tra cui The Tree of Life, Voyage of Time e Song to Song.
Nel 2014, Shults ha diretto, scritto e prodotto il cortometraggio Krisha, presentato in anteprima al SXSW nella categoria Narrative Shorts, dove è stato premiato con un riconoscimento speciale della giuria per la cinematografia. L'anno successivo dirige un adattamento come un lungometraggio con il medesimo titolo. Krisha viene presentato in anteprima al South by Southwest Film Festival, dove vince il Premio del Pubblico e il Gran Premio della Giuria. Il film viene presentato in molti festival cinematografici internazionali, tra cui il Festival di Cannes 2015, nella sezione Settimana internazionale della critica, e il London Film Festival. Nel corso del 2015 ottiene numerosi riconoscimenti, tra cui miglior regista esordiente ai National Board of Review Awards 2016 e il Premio John Cassavetes agli Independent Spirit Awards 2016.
Nel 2017 dirige il suo secondo lungometraggio, l'horror psicologico It Comes at Night con Joel Edgerton.

## Filmografia

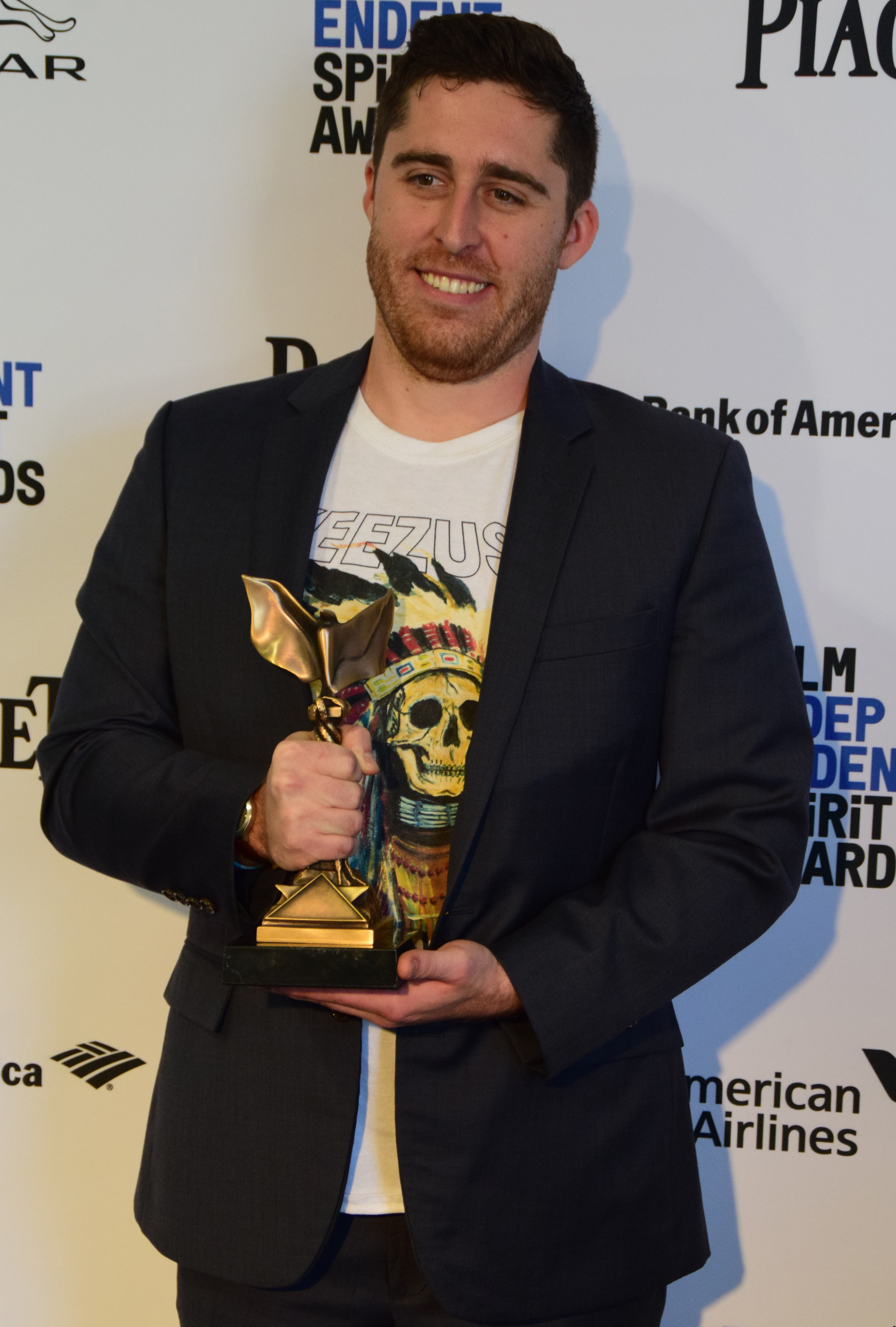
Trey Edward Shults agli Independent Spirit Awards 2016

### Regista

#### Cinema
- Mother and Son - cortometraggio (2010)
- Two to One - cortometraggio (2011)
- Krisha - cortometraggio (2014)
- Krisha (2015)
- It Comes at Night (2017)
- Waves - Le onde della vita (Waves) (2019)
- Hurry Up Tomorrow (2025)

#### Televisione
- Winning Time - L'ascesa della dinastia dei Lakers (Winning Time: The Rise of the Lakers Dynasty) – serie TV, episodio 2x02 (2023)

### Sceneggiatore

#### Cinema
- Mother and Son - cortometraggio (2010)
- Two to One - cortometraggio (2011)
- Krisha - cortometraggio (2014)
- Krisha (2015)
- It Comes at Night (2017)
- Waves - Le onde della vita (Waves) (2019)

### Montatore

#### Cinema
- Mother and Son - cortometraggio (2010)
- Two to One - cortometraggio (2011)
- Krisha - cortometraggio (2014)
- Krisha (2015)
- It Comes at Night (2017)
- Waves (2019)

### Produttore

#### Cinema
- Mother and Son - cortometraggio (2010)
- Two to One - cortometraggio (2011)
- Krisha - cortometraggio (2014)
- Krisha (2015)

### Attore
- Krisha - cortometraggio (2014)
- Krisha (2015)